# Freestyle (film)
Pour les articles homonymes, voir Freestyle.
Pour plus de détails, voir Fiche technique et Distribution.
Freestyle est un film français réalisé par Caroline Chomienne et sorti en 2002.

## Fiche technique
- Titre : Freestyle
- Réalisation :	Caroline Chomienne
- Scénario : Caroline Chomienne et Ghassan Salhab
- Photographie : Nara Keo Kosal
- Décors : Sylvie Deldon
- Son : Francis Bonfanti
- Montage : Dominique Barbier
- Musique : Faf Larage
- Production : GH Films - Altermédia
- Distribution : Movie Da-Harpo Films
- Pays d’origine :  France
- Durée : 85 minutes
- Date de sortie : France - 17 juillet 2002[1]

## Distribution
- Sista Micky
- DJ Rebel
- K.Rhyme Le Roy
- Faf Larage
- Heidi Becker-Babel
- Linda Tortosa

## Sélection
- Festival de Cannes 2001 (programmation de l'ACID)[2]